# Tetilla sandalina
Tetilla sandalina är en svampdjursart som beskrevs av William Johnson Sollas 1886. Tetilla sandalina ingår i släktet Tetilla och familjen Tetillidae. Inga underarter finns listade i Catalogue of Life.